# Златно буренце
„Златно буренце” је једна од најстаријих кафана у Београду, отворена 1866. године. Налази се надомак Теразија у Призренској улици број 8.

## Кафана некад
Првобитна зграда кафане је била једноспратна, са узиданим буренцетом у прочељу и „квартирима на горњем боју и дућанчетом”. Стара зграда је срушена крајем двадесетих година XX века и сазидана палата чији је један део и данас ту, док је  део који се налазио у Сремској улици срушен 1941. године. Кафаном са истим именом се и данас налази на истом месту.
Од када је отворена, кафана је била место окупљања добровољаца, прво у српско-турском рату али и касније у балканским ратовима. У њу је долазио и Гаврило Принцип, са својим друговима младобосанцима.
„Златно буренце” је ушло у легенду и као филмска локација. Управо су овде, 1985. године снимали сцене из филма „Жикине династије”.

## Кафана данас
„Златно буренце” је и данас задржало свој аутентичан ентеријер, са зидовима од опеке и тамног дрвета и карираним столњацима. У први део кафане улази се директно са улице, где може да се поједе и попије на брзину, док је други део резервисан за мало дуже задржавање. „Златно буренце” је данас и ресторан националне кухиње.
Џејми Оливер сврстао је „Златно буренце” међу три најбоља ресторана националне кухиње у Београду.